# Elşən Qəmbərov
Elşən Qəmbərov (30 ottobre 1972) è un ex calciatore azero, di ruolo centrocampista.

## Carriera

### Club
Ha giocato nella massima serie dei campionati azero, uzbeko e kazako.

### Nazionale
Debutta nel 1998 con la Nazionale azera, giocando 12 partite fino al 2000.